# La preda perfetta (film 2001)
La preda perfetta (Island Prey) è un film del 2001 diretto da William Riead, che è anche sceneggiatore e produttore.

## Trama
Catherine, bella donna di mezza età, è sposata con un uomo di successo, che però le dedica poco tempo. In cerca di qualcosa di nuovo e di eccitante, accetta l’invito a cena di Peter, un attraente amico del marito, ma scoprirà che il suo ammiratore è ossessionato da lei e dal desiderio di averla.